# Нойленгбах
Нойленгбах (нем. Neulengbach) — город  в Австрии, в федеральной земле Нижняя Австрия. 
Входит в состав округа Санкт-Пёльтен.  Население составляет 7378 человек (на 31 декабря 2005 года). Занимает площадь 51,64 км². Официальный код  —  3 19 26.

## Политическая ситуация
Бургомистр коммуны — Франц Вольмут (АНП) по результатам выборов 2005 года.
Совет представителей коммуны (нем. Gemeinderat) состоит из 33 мест.
- Партия VPN занимает 17 мест.
- СДПА занимает 9 мест.
- Партия BLN занимает 4 места.
- Партия GFN занимает 2 места.
- АПС занимает 1 место.